# نوننهورن
نوننهورن (به آلمانی: Nonnenhorn) یک شهر در آلمان است که در لینداو واقع شده‌است. نوننهورن ۱٬۵۶۸ نفر جمعیت دارد.